# سنت-ماری، کبک
سنت-ماری (به فرانسوی: Sainte-Marie) شهرکی در منطقه شهری لا نوول-بوس ناحیه شودییر-آپالاش در استان کبک کانادا است. در سرشماری سال ۲۰۱۱ این شهرک ۱۱٬۷۰۰ نفر جمعیت داشته‌است و مساحت آن ۱۰۶٫۶۵ کیلومتر مربع است.